# Ломекві

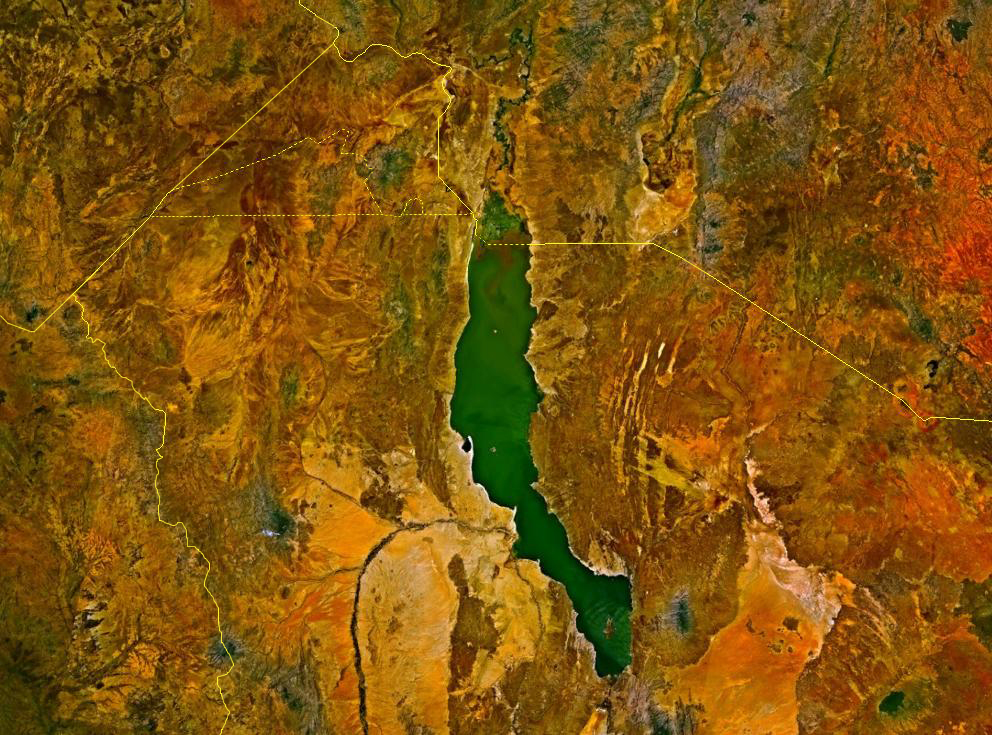
Ломекві на західному березі оз. Туркана, яке на супутниковій світлині позначено зеленим

3°54′39″ пн. ш. 35°51′1″ сх. д. / 3.91083° пн. ш. 35.85028° сх. д.
Ломекві (англ. Lomekwi) — назва трьох археологічних розкопок в Кенії, де було знайдено багато цікавих стародавніх виробів із каменю. Останніми є знахідки у так званому Ломекві-3 (LOM3), припускається, що вік цього місцезнаходження становить 3,3 млн років тому, а це робить знайдені кам'яні знаряддя праці найстарішими в світі на даний момент.
Вперше про сенсаційні знахідки з Ломекві було повідомлено 22 березня 2001 р. у статті, опублікованій в журналі Nature. Про наступні знахідки писалося у статті з журналу «Journal of Human Evolution».
Раніше вважалося, що вік найдавніших інструментів з каменю, відомих ученим, — 2,6 млн років. Вони були знайдені в Гоне (територія сучасної Ефіопії) і належали до олдувайської (галькової) культури. Олдувайська культура, зникла близько 1 млн років тому, — найбільш примітивна культура обробки каменю, коли для отримання гострого краю камінь розколюється на дві частини без будь-якої додаткової доробки.
Міжнародна команда учених у рамках проекту WTAP (West Turkana Archaeological Project) проводить розкопки в Кенії на західному березі озера Туркана, в місцезнаходженні Ломекві-3. У шарах віком 3,3 млн років знайдені близько півтора сотень кам'яних артефактів. Аналіз цих прадавніх знарядь показав, що їх спрацювали за допомогою ударів кам'яною заготовкою об тверді поверхні (пасивна оббивка), а також за допомогою відбійників на ковадлах. При загальній різноманітності знарядь і їх багатофункціональності їх виготовники ще не мали навичок точних ударів.
В цілому ці знаряддя зроблені менш майстерно і до того ж в 3-4 рази більші і масивніші, ніж відповідні олдувайські знаряддя. Тому автори публікації пропонують виділяти особливий доолдувайський етап кам'яної індустрії.
У 2010 році вчені знайшли на кістках тварин віком 3,4 млн років (Дикіка, також в Ефіопії) насічки, які, на їхню думку, могли зробити тільки гомініни. Однак більшість вчених сприйняли знахідку критично: такі пошкодження могли завдати і тварини.
Нещодавно археолог з Університету штату Нью-Йорк в Стоуні-Брук, Соня Арманд (Sonia Harmand), повідомила про знаряддя праці, знайдені в районі Ломекві на захід від озера Туркана в Кенії (приблизно в 1000 км від Олдувайської ущелини). Чотири роки тому команда Арманд шукала місце виявлення кеніантропа платіопс — древнього роду гомінідів, що жив близько 3,2-3,5 млн років тому. Однак археологи збилися зі шляху і потрапили в район Ломекві біля озера Туркана. Там команда Соні Арманд виявила кам'яні інструменти і відразу ж почала розкопки.
Під землею дослідниками був виявлений нуклеус — шматок каменю, від якого відколювались відщепи або пластини для виготовлення кам'яних знарядь. Археологи знайшли близько двадцяти нуклеусів, стружок і наковален, що використовувалися для виробництва перших інструментів. На поверхні було знайдено ще 130 знарядь праці, які за розміром виявилися більшими, ніж вироби олдувайської культури.
Палеомагнітний метод (датування гірських порід і глини за допомогою виявлення залишкової намагніченості) допоміг вченим з'ясувати, що знайдені знаряддя праці було виготовлено 3,3 млн років тому.

## Ресурси Інтернету
- University College London repository — Spoor, F; Leakey, L; Leakey, M; (2002) A comparative study of Pliocene hominin fossils from Lomekwi, west of Lake Turkana (Kenya). In: AMERICAN JOURNAL OF PHYSICAL ANTHROPOLOGY (Full text is not available from the UCL repository)
- Новая находка археологов заставит пересмотреть эволюционную теорию происхождения человека [Архівовано 31 липня 2015 у Wayback Machine.]
- http://kinozal-lai.ru/forum/33-546-1 [Архівовано 23 квітня 2015 у Wayback Machine.]

## Виноски
1. ↑  Наймарк Е. Древнейшие орудия труда изготавливали предки человека умелого. Архів оригіналу за 29 квітня 2015. Процитовано 27 квітня 2015.
2. ↑  Dr. D Johanson, K Wong — Lucy's Legacy: The Quest for Human Origins (p.174) [Архівовано 7 березня 2016 у Wayback Machine.] Crown/Archetype, 3 Mar 2009 ISBN 0307451682 [Retrieved 2015-04-22]
3. ↑  Jablonski NG, Leakey MG, Kiarie C, Antón M. A new skeleton of Theropithecus brumpti (Primates: Cercopithecidae) from Lomekwi, West Turkana, Kenya J. Hum. Evol. — 2002. — Dec;43(6):887-923 PMID 12473488 [Retrieved 2015-04-22]
4. ↑   Sonia Harmand, Jason E. Lewis, Craig S. Feibel, Christopher J. Lepre, Sandrine Prat, Arnaud Lenoble, Xavier Boes, Rhonda L. Quinn, Michel Brenet, Adrian Arroyo, Nicholas Taylor, Sophie Clement, Guillaume Daver, Jean-Philip Brugal, Louise Leakey, Richard A. Mortlock, James D. Wright, Sammy Lokorodi, Christopher Kirwa, Dennis V. Kent & Helene Roche. 3.3-million-year-old stone tools from Lomekwi 3, West Turkana, Kenya // Nature. — 2015. — V. 521. — P. 310–315.
5. ↑  Наймарк Е. Древнейшие люди изготавливали орудия по-своему. Архів оригіналу за 27 травня 2015. Процитовано 27 травня 2015.